# Stal Gorzów Wielkopolski (piłka ręczna)
Stal Gorzów Wielkopolski – polski męski klub piłki ręcznej z siedzibą w Gorzowie Wielkopolskim.

## Historia klubu
W okresie PRL w klubie sportowym Stali Gorzów Wielkopolski funkcjonowała sekcja piłki ręcznej. W drugiej połowie lat 80. występowała ona w najwyższej klasie rozgrywkowej. Dwukrotnie awansowała również do turnieju finałowego Pucharu Polski, zajmując w nim 2 miejsce (1988) i 3 miejsce (1986). W 1991 roku sekcja przestała istnieć.
Sekcję piłki ręcznej w „Stali” reaktywowano w 2014 roku. Nowa drużyna przystąpiła do rozgrywek III ligi, uzyskując w sezonie 2014/2015 awans do II ligi. W listopadzie 2015 sponsorem tytularnym klubu została Kancelaria Andrysiak. W sezonie 2015/2016 Stal wygrała 25 z 26 meczów, zajmując 1. miejsce w II lidze i awansując do I ligi. W rywalizacji z najgroźniejszym rywalem – GKS Żukowo, którego wyprzedziła w końcowej klasyfikacji o jeden punkt – odniosła zwycięstwo w pierwszej rundzie (27:25) i zanotowała porażkę w rundzie rewanżowej (25:30). 
W sezonie 2020/2021 Stalowcy po bardzo dobrych występach wygrali swoją grupę I ligi i awansowali do ligi centralnej. 
27 grudnia 2024 roku Zarząd Stowarzyszenia Klubu Sportowego Stal Gorzów Wielkopolski odsprzedał swoje udziały prywatnemu inwestorowi. Klub od tego dnia funkcjonuje jako samodzielny podmiot.

### Historyczne nazwy
| Lata | Lata | Nazwa                                         |
| ---- | ---- | --------------------------------------------- |
| 1985 | 1991 | Stal Gorzów Wielkopolski                      |
|      |      |                                               |
| 2014 | 2015 | Stal Gorzów Wielkopolski                      |
| 2015 | 2017 | Kancelaria Andrysiak Stal Gorzów Wielkopolski |
| 2017 | 2020 | Stal Gorzów Wielkopolski                      |
| 2020 | 2021 | TL Ubezpieczenia Stal Gorzów Wielkopolski     |
| 2021 | 2023 | Budnex Stal Gorzów Wielkopolski               |
| 2023 | 2024 | Budimex Stal Gorzów Wielkopolski              |
| 2024 |      | Rajbud Stal Gorzów Wielkopolski               |

## Sukcesy
Krajowe
Puchar Polski
- 2. miejsce: 1988
- 3. miejsce: 1986

## Bilans występów
| Sezon     | Rozgrywki ligowe | Rozgrywki ligowe | Puchar Polski |
| Sezon     | Poziom           | Miejsce          | Puchar Polski |
| --------- | ---------------- | ---------------- | ------------- |
| 1985/1986 | Ekstraklasa      | 5                | brąz          |
| 1986/1987 | Ekstraklasa      | 8                | ?             |
| 1987/1988 | Ekstraklasa      | 10               | srebro        |
| 1988/1989 | II liga          | 2                |               |
| 1989/1990 | II liga          | 5                |               |
| 1990/1991 | II liga          | 1                |               |
|           |                  |                  |               |
| 2014/2015 | III liga         | 1                |               |
| 2015/2016 | II liga          | 1                |               |
| 2016/2017 | I liga           | 2                | 1/8           |
| 2017/2018 | I liga           | 3                | 1/16          |
| 2018/2019 | I liga           | 2                | –             |
| 2019/2020 | I liga           | 2                | 1R            |
| 2020/2021 | I liga           | 1                | –             |
| 2021/2022 | Liga centralna   | 4                | 1/8           |
| 2022/2023 | Liga centralna   | 5                | 2R            |
| 2023/2024 | Liga centralna   | 10               | 2R            |
| 2024/2025 | Liga centralna   | 6                | 1/8           |

## Drużyna

### Kadra w sezonie 2024/2025[7][8]
| Bramkarze - 1. Krzysztof Nowicki - 16. Bartłomiej Grześkowiak - 22. Cezary Marciniak Lewoskrzydłowi - 10. Konrad Koss - 41. Mateusz Sulmiński - 88. Mateusz Stupiński (kapitan) Prawoskrzydłowi - 21. Jakub Nowakowski | Obrotowi - 15. Antoni Zając - 24. Dawid Pietrzkiewicz Rozgrywający - 5. Konrad Wątroba - 11. Kamil Napierkowski - 13. Igor Drzazgowski - 32. Rafał Renicki - 33. Michał Nieradko - 66. Mateusz Ripa |

### Sztab szkoleniowy
| Funkcja                                                                 | Imię i nazwisko        |
| ----------------------------------------------------------------------- | ---------------------- |
| Trener                                                                  | Marek Książkiewicz     |
| Kierownik drużyny                                                       | Marcin Imański         |
| Fizjoterapeuta                                                          | Krzysztof Korbanek     |
| Fizjoterapeuta                                                          | Aleksandra Dobrowolska |
| Lekarz drużyny                                                          | Ireneusz Czerniec      |
| Źródło: Sztab szkoleniowy. handball.stalgorzow.pl. [dostęp 2025-02-20]. |                        |

## Trenerzy
- Krystian Norek (1985–1987)
- Zygmunt Jakubik (1987–1991)
- Janusz Szopa (2014–2016)
- Dariusz Molski (2016–2022)
- Oskar Serpina (2022–2025)
- Marek Książkiewicz (od 2025)